# Walter Savage Landor
Walter Savage Landor (Warwick, 30 de janeiro de 1775 – Florença, 17 de setembro de 1864) foi um escritor e poeta inglês.

## Biografia
Walter era filho primogênito de Walter Landor e Elizabeth Savage. Produziu trabalhos em vários gêneros, tais como prosa, poesia lírica, escritos políticos. Em 1795, publicou o livro Poems. Seus poemas líricos inspiraram os ideais femininos, além de enaltecer a sensibilidade familiar, com poemas envolvendo suas irmãs e crianças. Seu mais conhecido poema é Rose Aylmer
Sua prosa é bem representada por Imaginary Conversations, de 1831.  Nesse trabalho, ele compôs diálogos abrangendo as áreas da filosofia, política, romance, entre outras.
Fez também escritos políticos, escrevendo para jornais da época.